# سیلوان لیک، آلبرتا
سیلوان لیک، آلبرتا (به انگلیسی: Sylvan Lake, Alberta) یک منطقهٔ مسکونی در کانادا است که در آلبرتا واقع شده‌است. سیلوان لیک ۱۴٬۸۱۶ نفر جمعیت دارد و ۹۴۵ متر بالاتر از سطح دریا واقع شده‌است.